# Lafia (Mali)
Pour les articles homonymes, voir Lafia.
Lafia  une commune du Mali, dans le cercle et la région de Tombouctou.
Dans cette collectivité territoriale, la commune d'Aglal est le lieu de la plus importante foire de bétail du cercle, depuis 1962.